# 오토스테레오스코피
오토스테레오스코피(autostereoscopy)는 평면 디스플레이에 부가적인 구조를 덧붙여서 안경을 이용하지 않은 3차원 디스플레이이다. 다른 지점에서 투영한 이미지끼리 입체시를 형성할 수 있도록 하는 것이므로 홀로그래픽 디스플레이는 포함되지 않는다.

위쪽은 시차 장벽을 이용한 디스플레이. 아래쪽은 렌티큘라 렌즈를 이용한 디스플레이

## 같이 보기
- 스테레오스코피
- 삼각측량 (컴퓨터 비전)